# Actaea yesoensis
Actaea yesoensis là một loài thực vật có hoa trong họ Mao lương. Loài này được (Nakai) J.Compton & Hedd. mô tả khoa học đầu tiên năm 1998.